# Sarcopteryx coriacea
Sarcopteryx coriacea är en kinesträdsväxtart som beskrevs av Ludwig Radlkofer. Sarcopteryx coriacea ingår i släktet Sarcopteryx och familjen kinesträdsväxter. Inga underarter finns listade i Catalogue of Life.